# 青森県立弘前高等学校の人物一覧
青森県立弘前高等学校人物一覧（あおもりけんりつひろさきこうとうがっこうじんぶついちらん）
青森県立弘前高等学校の主な出身者・教員・関係者など。

## 主な出身者
括弧内は卒業年。

### 政治・行政
- 中村良三 （1896）- 海軍大将、軍事参議官、艦政本部長、内閣参議
- 山中千之（1896）- 国際連盟委任統治委員
- 工藤十三雄（1899）- 衆議院議員、鉄道政務次官、政友会総務
- 笹森順造（1905）- 東奥義塾塾長、青山学院長、衆議院議員、参議院議員、片山内閣国務大臣（復員庁・賠償庁長官）、剣道家（小野派一刀流継承者）
- 楠美省吾（1923）- 行政管理政務次官、衆議院議員
- 奈良治二（1923）- 衆議院議員
- 津川武一（1928）- 衆議院議員、医師
- 山内弘（1945）- 衆議院議員
- 佐藤昭郎（1961）- 参議院議員
- 長内敬（1961）- 駐ラトビア特命全権大使
- 三國谷勝範（1970）- 元金融庁長官
- 櫻田宏（1978）- 弘前市長
- 木村次郎（1986）- 衆議院議員、国土交通大臣政務官
- 須藤明夫（1987）- 内閣官房内閣総務官室内閣総務官[1]

### 経済
- 葛西清美 (1932) 元みちのく銀行頭取、元青森朝日放送社長
- 中野善壽 (1963) 元寺田倉庫社長、東方文化支援財団代表理事
- 加福善貞 (1964) 青森銀行代表取締役会長
- 藤野道格 (1979) ホンダエアクラフトカンパニー社長

### 学問
- 今裕 (1896) 病理学・細菌学、元北海道大学総長、日本学士院賞受賞、青森県立中央病院初代院長
- 郡場寛 (1900) 植物学、京都大学名誉教授、元弘前大学学長
- 菊池秋雄 (1901) 果樹園芸学、元京都大学農学部教授、元京都植物園長
- 石戸谷勉 (1903) 薬学、元仙台薬科大学教授
- 佐藤慎一郎 (1922) 中国問題、元拓殖大学教授
- 宮川善造 (1922) アメリカ古文明・地理学、元東北大学教授、元東北学院大学教授
- 今充（1932）日本の医学者。医学博士。弘前大学名誉教授
- 野崎孝 (1935) 英文学・翻訳家、元中央大学文学部教授、元東京都立大学教授、元帝京大学文学部教授
- 工藤昭雄 (1948) 英米文学、翻訳家、東京都立大学名誉教授
- 工藤政司 (1950) 翻訳家、東京国際大学経済学部教授
- 村上真完 (1951) インド哲学、東北大学名誉教授
- 杉浦銀策 (1952) 英米文学、翻訳家、東京都立大学名誉教授、駒澤大学教授
- 須藤貢明 (1958) 特別支援教育、東京学芸大学名誉教授
- 鳴海邦碩 (1963) 都市計画、大阪大学工学部教授
- 根本敏則 (1972) 交通計画・公共システム、一橋大学名誉教授、日本計画行政学会会長
- 葛西一貴 (1974) 矯正歯科学、日本大学松戸歯学部教授
- 川口淳一郎 (1974) 宇宙航空研究開発機構宇宙科学研究本部宇宙航行システム研究系教授、はやぶさプロジェクトマネージャ
- 菊池誠 (1977) 大阪大学サイバーメディアセンター教授
- 藤田真文（1978）マス・コミュニケーション論、メディア論、法政大学社会学部教授、BS日本番組審議会委員

### 文学
- 佐藤紅緑 (1893中退) 作家、俳人
- 薄田斬雲 (1895) 小説家、ジャーナリスト
- 秋田雨雀 (1902) 詩人、舞台芸術家、戯曲家、不死鳥運動
- 一戸謙三 (1917) 詩人
- 石坂洋次郎 (1918) 作家
- 平田小六 (1923) 作家
- 獏不次男 (1953) 詩人、作家、弘前ペンクラブ会長
- 長部日出雄 (1953) 直木賞作家
- 三浦雅士 (1965) 元ユリイカ編集長、文芸評論家、サントリー学芸賞受賞、立教大学大学院文学研究科教授
- 赤羽尭 (1966) 作家
- 福井次郎 (1974) 作家、詩人、映画評論家

### 芸能
- 明本京静 (1923) 作詞作曲家
- 下山一二三 (1950) 作曲家（現代音楽）
- 津島康一 (1950) 舞台俳優
- 長内美那子 (1957) 女優
- 五十嵐匠 (1977) 映画監督
- 佐々木修 (1977) 指揮者、プランナー
- 鈴木研一 (1984) ミュージシャン、人間椅子ベース&ボーカル
- 和嶋慎治 (1984) ミュージシャン、人間椅子ギター&ボーカル
- 米塚尚史 (1985) 特殊メイクアーティスト
- HAKUEI (1989) ミュージシャン、PENICILLINボーカリスト
- 神敏将 (1994) 俳優
- 龍波しゅういち (1995) 俳優・声優
- いちのへ友里 (1997) ラジオパーソナリティ、ナレーター
- じろう（1997）お笑い芸人、俳優、脚本家、作詞家、シソンヌのボケ・ネタ作り担当
- 木村文洋 (1998) 映画監督
- 如月琉（1999）マジシャン
- 出町杏奈（2020）タレント

### ジャーナリズム
- 加藤謙一 (1914) 元少年倶楽部編集長
- 鎌田慧 (1957) ルポライター、ジャーナリスト
- 長崎昭義 (1964) 元青森放送代表取締役社長、会長。「松岡昭義」名義でスキー選手として活躍し、冬季オリンピック（グルノーブル、札幌）出場
- 山本和之 (1970) 元NHKアナウンサー、弘前支局長
- 中村泰人 (1984) NHKアナウンサー
- 三上丈晴 (1987) ムー編集長
- 虎谷温子 (2002) 読売テレビアナウンサー
- 鹿内美沙 (2003) フリーアナウンサー、元中京テレビアナウンサー
- 工藤悟 (2005) 元九州朝日放送アナウンサー
- 副島萌生 (2010) NHKアナウンサー
- 工藤遥（2014）福井放送アナウンサー

### 美術
- 高橋一智 (1925) 陶芸家
- 常田健 (1929) 画家
- 奈良美智 (1978) 現代美術家
- 葛西優人 (2006) 写真家

### スポーツ
- 前田光世 (1899中退) 柔道家（グレイシー柔術）、コンデ・コマ
- 井沼清七 (1925) 陸上競技選手（短距離走）、1928年アムステルダムオリンピック代表、元松坂屋常務取締役
- 山田伸三 (1933) スキー選手、冬季オリンピック（ガルミッシュパルテンキルヒェン）出場
- 三浦雄一郎 (1952) プロスキーヤー、世界最高齢エベレスト登頂、クラーク記念国際高等学校長
- 根深誠 (1966) 登山家、ルポライター
- 下山大地 (2007) プロバスケットボール選手、青森ワッツ主将、秋田ノーザンハピネッツ

### 諸分野
- 宇野要三郎 (1898) 元大審院（現・最高裁判所）部長判事（刑事部長）、全日本弓道連盟初代会長
- 阿部義宗 (1905) 元青山学院長
- 雪田樹理 (1979) 弁護士
- 長谷川演 (1985) 建築・インテリアデザイナー
- SUSURU (2011)  YouTuber